# Edgemere (Maryland)
Pour les articles homonymes, voir Edgemere.
Edgemere est une census-designated place située dans le comté de Baltimore, dans l’État du Maryland, aux États-Unis. Lors du recensement de 2020, elle comptait 9 069 habitants.